# Grand Prix Formule 1 van Zwitserland 1951
De Grand Prix Formule 1 van Zwitserland 1951 werd gehouden op 27 mei op het stratencircuit van Bremgarten in Bremgarten. Het was de eerste race van het seizoen.

## Uitslag
| Pos. | Nr. | Coureur               | Constructeur | Rondes | Tijd / Oorzaak uitval | Grid | Punten |
| ---- | --- | --------------------- | ------------ | ------ | --------------------- | ---- | ------ |
| 1    | 24  | Juan Manuel Fangio    | Alfa Romeo   | 42     | 2:07:53.64            | 1    | 9S     |
| 2    | 44  | Piero Taruffi         | Ferrari      | 42     | + 55.24               | 6    | 6      |
| 3    | 22  | Nino Farina           | Alfa Romeo   | 42     | + 1:19.31             | 2    | 4      |
| 4    | 28  | Consalvo Sanesi       | Alfa Romeo   | 41     | + 1 Ronde             | 4    | 3      |
| 5    | 26  | Toulo de Graffenried  | Alfa Romeo   | 40     | + 2 Rondes            | 5    | 2      |
| 6    | 20  | Alberto Ascari        | Ferrari      | 40     | + 2 Rondes            | 7    |        |
| 7    | 30  | Louis Chiron          | Maserati     | 40     | + 2 Rondes            | 19   |        |
| 8    | 14  | Stirling Moss         | HWM-Alta     | 40     | + 2 Rondes            | 14   |        |
| 9    | 8   | Louis Rosier          | Talbot       | 39     | + 3 Rondes            | 8    |        |
| 10   | 4   | Philippe Étancelin    | Talbot       | 39     | + 3 Rondes            | 12   |        |
| 11   | 38  | Rudolf Fischer        | Ferrari      | 39     | + 3 Rondes            | 10   |        |
| 12   | 32  | Harry Schell          | Maserati     | 38     | + 4 Rondes            | 17   |        |
| 13   | 2   | Johnny Claes          | Talbot       | 35     | + 7 Rondes            | 18   |        |
| 14   | 40  | Guy Mairesse          | Talbot       | 31     | + 11 Rondes           | 21   |        |
| NF   | 16  | Peter Whitehead       | Ferrari      | 36     | Ongeluk               | 9    |        |
| NF   | 10  | Henri Louveau         | Talbot       | 30     | Ongeluk               | 11   |        |
| NF   | 12  | George Abecassis      | HWM-Alta     | 23     | Magneet               | 20   |        |
| NF   | 6   | Yves Giraud Cabantous | Talbot       | 14     | Ontsteking            | 15   |        |
| NF   | 18  | Luigi Villoresi       | Ferrari      | 12     | Ongeluk               | 3    |        |
| NF   | 42  | José Froilán González | Talbot       | 10     | Oliepomp              | 13   |        |
| NF   | 52  | Peter Hirt            | Veritas      | 0      | Benzinesysteem        | 16   |        |

## Statistieken
| Pole-position | Juan Manuel Fangio | Alfa Romeo | 2:35.9 |
| Snelste ronde | Juan Manuel Fangio | Alfa Romeo | 2:51.1 |